# Orthometopon turcicum
Orthometopon turcicum är en kräftdjursart som beskrevs av Karl Wilhelm Verhoeff1941. Orthometopon turcicum ingår i släktet Orthometopon och familjen Trachelipodidae. Inga underarter finns listade i Catalogue of Life.